# Kula Norinska
 Ovo je glavno značenje pojma Kula Norinska. Za utvrdu pogledajte Kula Norinska (utvrda).
Kula Norinska je općina i naselje u Hrvatskoj.

## Općinska naselja
Kula Norinska se sastoji od 9 naselja; Borovci, Desne, Krvavac, Krvavac II, Kula Norinska, Matijevići, Momići, Nova Sela i Podrujnica.

## Zemljopis
Općina Kula Norinska nalazi se na sjevernoj granici Dubrovačko-neretvanske županije. Unutar županije graniči s pet jedinica lokalne samouprave i to: Grad Ploče, Grad Opuzen, Grad Metković, općina Pojezerje i općina Zažablje. Sjeverna granica općine je ujedno i granica s Bosnom i Hercegovinom.

## Stanovništvo
Po popisu stanovništva iz 2001. godine, općina Kula Norinska imala je 1926 stanovnika, raspoređenih u 9 naselja:
- Borovci – 33
- Desne – 130
- Krvavac – 613
- Krvavac II – 236
- Kula Norinska – 302
- Matijevići – 100
- Momići – 215
- Nova Sela – 55
- Podrujnica – 142

Prema popisu stanovništva iz 2011. godine, općina Kula Norinska imala je 1748 stanovnika, raspoređenih u 9 naselja:
- Borovci – 23
- Desne – 90
- Krvavac – 577
- Krvavac II – 334
- Kula Norinska – 250
- Matijevići – 98
- Momići – 205
- Nova Sela – 36
- Podrujnica – 135

| broj stanovnika | 1654  | 1976  | 2202  | 2493  | 2891  | 3007  | 2988  | 3093  | 3165  | 3201  | 3097  | 2589  | 2047  | 1866  | 1926  | 1748  | 1414  |
|                 | 1857. | 1869. | 1880. | 1890. | 1900. | 1910. | 1921. | 1931. | 1948. | 1953. | 1961. | 1971. | 1981. | 1991. | 2001. | 2011. | 2021. |

| broj stanovnika |       |       |       |       |       |       |       | 201   | 329   | 317   | 305   | 384   | 344   | 145   | 302   | 250   | 205   |
|                 | 1857. | 1869. | 1880. | 1890. | 1900. | 1910. | 1921. | 1931. | 1948. | 1953. | 1961. | 1971. | 1981. | 1991. | 2001. | 2011. | 2021. |

## Poznate osobe
- Luka Bebić, bivši predsjednik Hrvatskog sabora i bivši ministar obrane
- don Radovan Jerković, (1900. – 1950.) svećenik, pisac, hrvatski mučenik
- Prof. dr. sc. Davor Romić – dekan Agronomskog fakulteta Sveučilišta u Zagrebu, rodom iz Podrujnice.

## Spomenici i znamenitosti
| Kula Norinska i rijeka Neretva |  | Kula Norinska i rijeka Neretva  |
| Kula Norinska i rijeka Neretva |  | Spomenik poginulim braniteljima |

- Utvrda Kula Norinska, utvrda iz 16. stoljeća, uz rijeku Neretvu, nasuprot ušća pritoke Norin po kojoj kula nosi ime, a tik uz magistralnu cestu na ulazu u grad Metković. Sagrađena je u vrijeme prodora Turaka u dolinu Neretve, kao brana upadima venecijanskih brodova. Često je puta mijenjala vlasnike (ovisno tko bi osvojio ove prostore). Zaštićeno je kulturno dobro.[7]
- Vratar, srednjovjekovna utvrda oblika nepravilna peterokuta s dvije kule, većom na sjeveru i manjom sa zapadne strane, podignuta najvjerojatnije krajem 14. stoljeća. Proglašena je kulturnim dobrom Republike Hrvatske.[8] Nalazi se na brdu Gradina pored ceste Metković – Nova Sela – Vrgorac.
- Ruski put na obroncima Rujnice koji su u Prvom svjetskom ratu gradili ruski zarobljenici prema austrougarskoj vojarni na vrhu Ilica (691 m)
- Spomenik poginulim braniteljima (pored crkve na Bagaloviću)

## Sakralni objekti

### Župna crkva Gospe od Karmela
Crkva duga 20,7 i široka 8 metara sagrađena je na Bagaloviću 1865. na mjestu starije kapele podignute oko 1790. Gradnju su financirali župljani te dalmatinska vlada u Zadru. Sagrađena je od nepravilno klesanog i naknadno ožbukanog kamena. Za vrijeme župnika don Mirka Bašića 1926. je podignut zvonik na preslicu za tri zvona. Crkva je imala glavni kameni i mramorni oltar te dva pokrajna drvena koja su uklonjena za vrijeme župnika don Špirka Vukovića, kako bi crkva dobila više prostora. Obnovljena je 1991. za vrijeme župnika don Stjepana Barišića. Za vrijeme župnika don Zrinka Brkovića crkva je 2003. je novi izgled, uređen je crkveni i okoliš groblja, a ispred crkve je podignut trijem s oltarom za slavljenje sv. misa za većih skupova.

### Kapela svetog Nikole
Kapela svetog Nikole dimenzija 10×8 m nalazi se u prizemlju kuće kupljene 1973. za vrijeme župnika don Špirka Vukovića. Budući u samom mjestu nije bilo sakralnog objekta namjera župnika bila je vjerska aktivacija mjesta, povremena slavljenja svete mise te održavanje vjeronauka. U kapeli je oltar s kipom sv. Nikole biskupa u neretvanskoj trupici, radom Andre Kukoča iz Splita. Kapelu je blagoslovio od pomoćni biskup Ivo Gugić 14. srpnja 1974.

## Obrazovanje
- Osnovna škola Kula Norinska – otvorena 1908., a 1959. počela raditi kao osmogodišnja škola. Zbog naraslih potreba izgrađena je nova zgrada koja je otvorena 1. veljače 1966.[10]
- Područna škola Krvavac I-IV
- Područna škola Momići I-IV

## Kultura
- KUD Župa Bagalović, Krvavac
- DVD Kula Norinska

## Šport
- NK Maestral, Krvavac
- Lađarske udruge:
  - KUU Lađari, Krvavac
  - UL Krvavac II, Krvavac II
  - UL Gospa Karmelska, Krvavac
  - UL Kula Norinska, Kula Norinska
  - UL Norin, Matijevići
  - UL Škrapa, Momići
  - UL Sv. Roko, Podrujnica

## Vanjske poveznice
- Službene stranice općine Kule Norinske